# Crabyzos longicaudatus
Crabyzos longicaudatus är en kräftdjursart som beskrevs av Charles Spence Bate 1863. Crabyzos longicaudatus ingår i släktet Crabyzos och familjen tånglöss. Inga underarter finns listade i Catalogue of Life.